# Truganini
Truganini (Isla Bruny, Tasmania, hacia 1812-Hobart, Tasmania, 8 de mayo de 1876) o Trugernanner fue una mujer aborigen tasmana, considerada tradicionalmente como la última originaria pura, y también última hablante de la lengua originaria de Tasmania en los tres últimos años de su vida. Existen diversas versiones de la transcripción de su nombre, incluyendo: Trugernanna, Trugannini y Trucanini. Aparece también bajo el nombre de Lallah Rookh.

## Biografía
Nació hacia 1812 en la isla Bruny (Lunawan-na-Alonna en la lengua aborigen local), en el extremo sureste de Tasmania. Era hija de Mangerner (transcrito también como Mangana), jefe de los habitantes de la isla. Antes de cumplir los 18, su madre había sido asesinada, apuñalada por unos cazadores de ballenas, su primer prometido había muerto ahogado mientras intentaba salvarla de ser raptada, y su hermana, Moorinna, había muerto al poco tiempo de ser raptada. En 1829, se unió a Woorrady.
Cuando el gobernador George Arthur llegó a la Tierra de Van Diemen en 1824, diseñó dos estrategias para acabar con el conflicto entre los colonos y los aborígenes. Por un lado, premió su captura, tanto adultos como niños, y en 1830 estableció una línea de desmarcación, la Línea negra (Black Line), para aislarlos de los colonos. Por otro lado se intentaron establecer contactos con los aborígenes tasmanos que habían sobrevivido a la Guerra negra, a fin de convencerles de que aceptasen vivir en un campamento, Wybalenna Aboriginal Establishment, en la isla de Flinders, al noreste de Tasmania. 
La campaña empezó en la isla Bruny donde había habido menos hostilidades que en otras partes de Tasmania. De 1830 a 1834, Truganini y Woorrady acompañaron a George Augustus Robinson, un misionero cristiano, para servirle de guía y de intérprete en sus misiones en territorio originario, convencidos de que esa era la manera de protegerles de la violencia. En 1835, Robinson convenció al jefe Mangerner para que su pueblo fuera trasladado de la isla Bruny a la isla de Flinders, al noreste de Tasmania, a cambio de alimentos, ropa, alojamiento, prometiéndoles que era un asentamiento provisional y que más adelante podrían regresar a su tierra. Truganini y Woorrady fueron trasladados junto con otros 230 originarios, últimos supervivientes de entre los indígenas de Tasmania. Fueron convertidos al cristianismo y Robinson bautizó a Truganini como Lallah Rookh, el nombre de una princesa oriental protagonista de un cuento popular en Inglaterra en aquella época. Robinson esperaba que el aislamiento los salvaría, pero muchos murieron. Truganini pronto se dio cuenta de que las condiciones de vida insalubres en el campamento, unidas al desarraigo de los indígenas y a la propagación de enfermedades europeas contra las que no estaban inmunizados, abocaban el proyecto al fracaso.
En 1838, Robinson fue nombrado Protector de los Aborígenes y fue encargado de crear otro asentamiento para aborígenes en la bahía de Port Phillip, frente a Melbourne, en Australia. En 1839 se llevó a Truganini, junto con Woorrady y otros 14 indígenas, para que le ayudaran a convencer a los aborígenes. Desilusionada por la experiencia tasmana, Truganini se unió a una rebelión de aborígenes que se oponían a los planes de Robinson, y huyó con un grupo de personas que consiguieron escapar del campamento. Vivieron unos dos años en Melbourne y sus alrededores pero, al encontrarse fuera de la ley, acabaron robando a los colonos de la región de Dandenong para sobrevivir, convirtiéndose a la fuerza en bushrangers. Se dirigieron entonces hacia el cabo Paterson donde unos miembros del grupo asesinaron a dos cazadores de ballenas y dispararon e hirieron a algunos colonos. Tras una larga persecución, los responsables de los asesinatos fueron capturados, juzgados y ahorcados en Melbourne en 1841. Se sabe que Truganini fue herida de bala en la cabeza antes de que fuera también juzgada con los demás miembros del grupo y enviada de nuevo a la isla de Flinders en 1842. Woorrady la acompañaba pero murió durante el viaje.

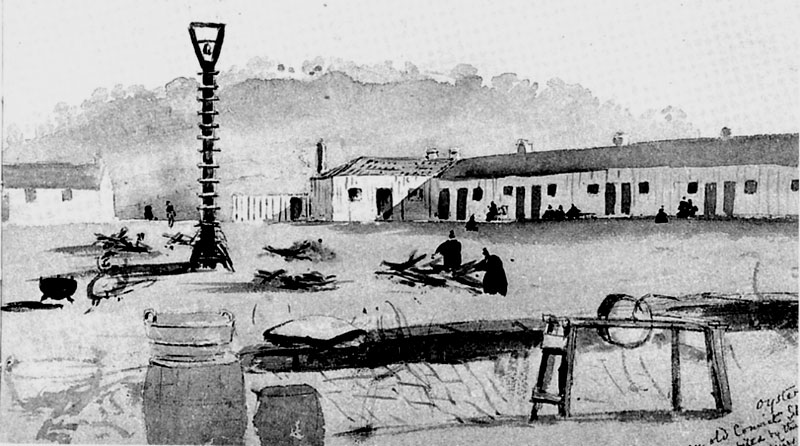
El campamento de Oyster Cove alrededor de 1849, pintura de Charles Edward Stanley (original en la National Library de Australia).

En 1856, Truganini y los últimos 46 supervivientes del campamento de Flinders fueron trasladados a Oyster Cove, al sur de Hobart, desde donde pudo volver a visitar su isla natal. Allí reanudó en parte con el estilo de vida aborigen, recolectando semillas y plantas en el bush, y conchas en el mar. En 1869, sólo seguían con vida en Oyster Cove, ella y William Lanney, o Lanne, también llamado Billy o "King Billy", que falleció en el año.
En 1873 Truganini fue trasladada a Hobart, y hospedada en casa de la familia Dandridge, donde murió tres años más tarde tras solicitar que sus cenizas fueran esparcidas en el canal D'Entrecasteaux. Se organizó un funeral oficial y concurrido, con un féretro que resultó estar vacío: Truganini ya había sido enterrada la víspera en el cementerio de una cárcel de mujeres, la Female Factory de Cascades, un suburbio de Hobart, para poder ser exhumada posteriormente con fines científicos. Dos años más tarde fue desenterrada por la Royal Society of Tasmania y expuesta en el museo. Hubo que esperar hasta abril de 1976, con motivo del centenario de su muerte, para que sus restos fuesen cremados y esparcidos de acuerdo con sus deseos.
En 1997 el Royal Albert Memorial Museum, Exeter, devolvió el collar y el brazalete de Truganini a Tasmania. Muestras de su piel y de su pelo fueron encontradas en el Royal College of Surgeons de Inglaterra, y devueltas a Tasmania en 2002. Se estima que los restos de unos 50.000 originarios tasmanos y australianos quedan en posesión de instituciones médicas y científicas en el mundo.

## Sobre Truganini

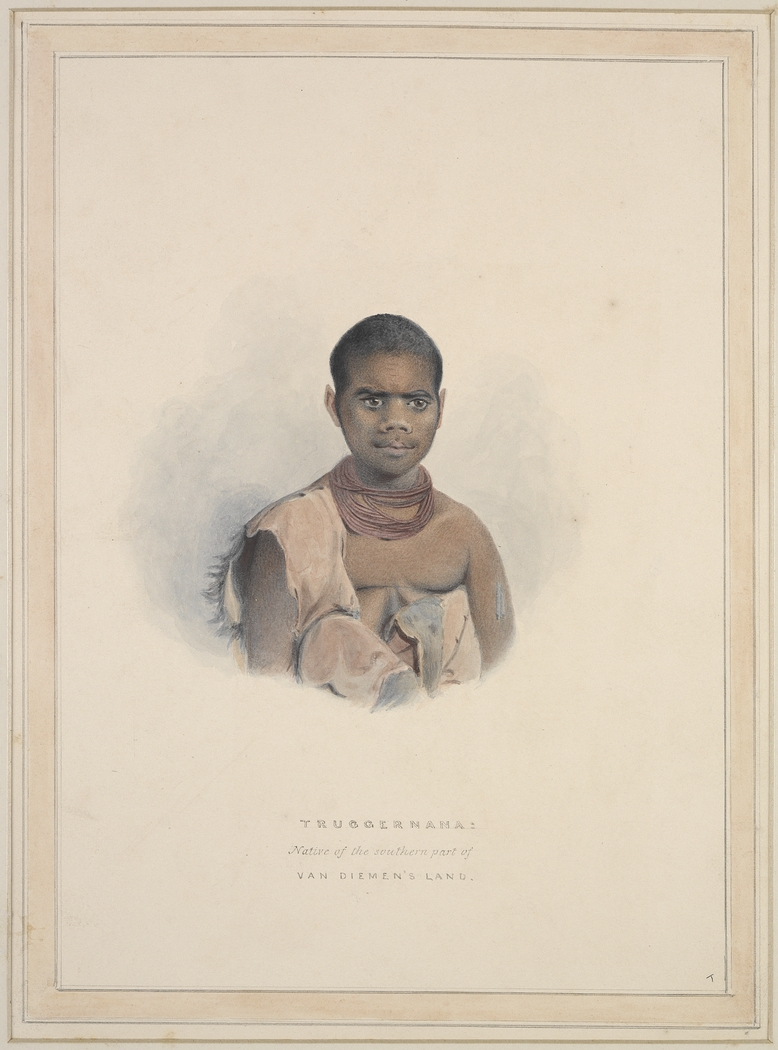
Truganini en 1831, retratada por Thomas Bock.

Truganini fue descrita por sus coetáneos como una mujer de baja estatura, de hermosa y penetrante mirada, valiente e inteligente, y que de joven había sido muy bonita y atractiva. No tuvo descendencia.
En 1876, el gobierno de Tasmania anunció oficialmente su fallecimiento como el de la última originaria tasmana, en un intento de dar la guerra contra los originarios por finalizada al haberse extinguido el "principal problema": el pueblo autóctono de Tasmania. El hecho de que Truganini fuera la última  "pura" (en inglés: pure blood) es considerado por muchos como un mito creado por conveniencia política, que pervivió hasta el siglo XXI.
Existe todavía una comunidad originaria en Tasmania, descendientes en su mayoría de mujeres originarias de las islas del estrecho de Bass. Fanny Cochrane, una indígena nacida en el asentamiento de la isla Flinders, sobrevivió a Truganini y tuvo 11 hijos.
Truganini es el nombre de una canción de Midnight Oil; la canción habla en parte de Truganini, pero también de lo que Midnight Oil veía como los problemas sociales y medioambientales australianos, incluyendo el de la monarquía.
En 1975, el gobierno de Australia editó un sello de correos con la efigie de Truganini, dentro de una serie titulada Six Famous Australian Women (seis mujeres australianas famosas).